# Formosa do Rio Preto
Formosa do Rio Preto est une municipalité brésilienne de l'État de Bahia et la microrégion de Barreiras.